# قنطريون ورقي
القنطريون الورقي واسمه العلمي (باللاتينية: Centaurea foliosa) نوع نباتي ينتمي إلى جنس القنطريون من الفصيلة النجمية.

## الموئل والانتشار
موطنه جبال الأمانوس قرب أرسوز في لواء اسكندرون وتركيا.